# Uniformi del Corpo militare volontario della Croce Rossa Italiana

## Uniforme unica C.R.I.

Tuta operativa per interventi di carattere civile
Tuta operativa per interventi di carattere civile (posteriore)
Tuta operativa per interventi di carattere civile (estiva)
Tuta operativa per interventi di carattere civile (invernale)

## Uniformi di servizio e combattimento e derivate

Uniforme di Servizio e Combattimento invernale (SC.S.I.)
Uniforme di Servizio e Combattimento per Servizi Armati invernale (SC.S.A.I.1)
Uniforme di Servizio e Combattimento per Servizi Armati invernale con sovrapantaloni e sovragiubba(SC.S.A.I.1)

Uniforme di Servizio e Combattimento estiva (SC.S.E.)
Uniforme di Servizio e Combattimento per Servizi Armati estiva (SC.S.A.E.1)
Derivata da Uniformi SC versione "Servizio" invernale/estiva con corpetto autoportante all'interno delle installazioni

Derivata da uniformi SC. versione "Servizio" invernale(SC.S.I.), con pullover e maglia a collo alto, all'interno delle installazioni
Derivata da uniformi SC. versione "Servizio" estiva(SC.S.E.), con pullover e camicia, all'interno delle installazioni

Uniforme SC. in versione "Combattimento" invernale (SC. Cbt.I) con arma corta

## Uniformi ordinarie e derivate

Uniforme Ordinaria Invernale (O.I.)
Uniforme Ordinaria Invernale con soprabito (O.I.)
Uniforme Ordinaria Invernale con cappotto (O.I.)
Derivata da Uniformi Ordinaria Invernale/Estiva con camice sanitario all'interno delle installazioni

## Uniformi di servizio e derivate

Uniforme di Servizio Invernale (S.I.)
Uniforme di Servizio Invernale con Impermeabile (S.I.) - Impermeabile non più previsto ma sostituito dal Soprabito
Uniforme di Servizio Estiva (S.E.)

Uniforme per Servizi Armati Speciali Invernale (S.A.I.2)
Uniforme per Servizi Armati Speciali Invernale con Impermeabile (S.A.I.2) - Impermeabile non più previsto ma sostituito dal Soprabito
Uniforme per Servizi Armati Speciali Estiva (S.A.E.2)

Uniforme per Servizi Armati di Parata e d'Onore Invernale (S.A.I.3)
Uniforme per Servizi Armati di Parata e d'Onore Invernale con Impermeabile (S.A.I.3) - Impermeabile non più previsto ma sostituito dal Soprabito
Uniforme per Servizi Armati di Parata e d'Onore Estiva (S.A.E.3)

## Uniformi da cerimonia e derivate
L'Uniforme da Cerimonia è in uso presso tutto il personale del Corpo militare volontario della Croce Rossa Italiana, ed è costituito da giacca a doppio petto di colore nero, con sei bottoni dorati e due tasche sui fianchi, senza pattina. I pantaloni di taglio classico in tessuto, come per la giacca, diverso a seconda della versione.
Dal 2004, come per l'Esercito Italiano, l'uniforme in oggetto è completamente di colore nero: sia la versione estiva, che la versione invernale, contrariamente al precedente modello estivo, che prevedeva la medesima giacca, ma di colore bianco.
Con l'Uniforme in versione Invernale può essere previsto l'uso, come per l'Esercito, della Mantella Blu Fanteria.
Rifiniscono l'uniforme in questione: berretto rigido nero, guanti bianchi e scarpe basse nere.
A seconda dei capi di vestiario indossati, camicia, cravatta, accessori vari, decorazioni, sciarpa azzurra, sciabola, si ottengono tutte le varie derivazioni dell'uniforme stessa, ovvero:
- la Grande Uniforme da Cerimonia composta da cravatta, sciarpa azzurra, sciabola e decorazioni;
- l'Uniforme da Sera con papillon nero;
- l'Uniforme da Società composta da papillon e decorazioni varie in formato ridotto;
- l'Uniforme di Gala costituita da papillon nero, sciarpa azzurra e decorazioni varie in formato ridotto.

Uniforme da Cerimonia (Ce.)
Uniforme da Sera (Se.)
Uniforme da Cerimonia/Sera con mantellina

Uniforme da Società (So.)
Uniforme da Gala (Ga.)

## Serie aggiuntive

Serie aggiuntiva da montagna e climi rigidi-versione sciatore soccorso piste
Serie aggiuntiva da montagna e climi rigidi-versione terreni innevati
Serie aggiuntiva da montagna e climi rigidi-versione rocciatore-alpinista
Serie aggiuntiva per personale aviotrasportato in servizio SAR
Serie aggiuntiva anti NBCR

## Accessori

### Travette
Le Travette, chiamate anche Fascette portadistintivo, sono elementi applicativi, che compongono e rifiniscono l'Uniforme da Cerimonia. Esse identificano la categoria del militare che le indossa e caratterizzano lo stesso in base al Corpo d'appartenenza. Di forma rettangolare, le travette vengono applicate all'altezza delle spalle; sono composte di una bordatura diversa per le cinque categorie in servizio presso quel determinato Corpo: truppa, sottufficiali, ufficiali inferiori, ufficiali superiori, ufficiali generali.
- Le travette per la Truppa sono di colore nero, presentano una bordatura di tipo plastificato zigrinato sempre di colore nero e contengono al loro interno il fregio per il personale di assistenza non laureato;

- Le travette per i Sottufficiali sono di colore nero, presentano sia in versione plastificata, che in versione ricamata, una bordatura zigrinata di colore dorato, intervellata regolarmente da settori trasversali di colore nero e contengono al loro interno il fregio per il personale di assistenza non laureato;

- Le travette per gli Ufficiali inferiori sono di colore nero, anch'esse sia in versione plastificata, che in versione ricamata, compongono di una bordatura zigrinata come per la truppa, ma di colore dorato e contengono al loro interno il fregio dell'incarico ricoperto all'interno del Corpo militare volontario della Croce Rossa Italiana: Ufficiale Medico, Chimico-Farmacista, Odontoiatra, Psicologo, Commissario/Contabile, Cappellano, Infermiere.

- le travette per gli Ufficiali superiori sono anch'esse di colore nero, nella medesima lavorazione delle Fascette portadistintivo per gli Ufficiali inferiori, ma in diversa versione: presentano infatti una doppia bordatura zigrinata di colore dorato e contengono al loro interno il fregio dell'incarico ricoperto all'interno del Corpo militare volontario della Croce Rossa Italiana: Ufficiale Medico, Chimico-Farmacista, Odontoiatra, Psicologo, Commissario, Cappellano.

- le travette per gli Ufficiali generali, vengono identificate anche come Metallerie e sono di colore argento, zigrinato con inserti sottili trasversali argentati anch'essi; compongono di una bordatura plastificata o ricamata, di tipo zigrinato di colore argento e contengono al loro interno, un'aquila d'argento ad ali spiegate, recante sul petto uno scudo rosso contenente la cifra RI (Repubblica Italiana); l'aquila poggia su due rami di quercia e di alloro ed è totalmente bordata di rosso.

### Sciarpa azzurra
La Sciarpa azzurra è quell'accessorio che viene indossato esclusivamente dagli Ufficiali del Corpo in determinate occasioni.
È distintivo caratteristico della categoria degli Ufficiali, senza distinzione di grado o posizione di stato.
È costituita da una fascia di seta azzurra, della larghezza di cm. 8,5, cordonata in senso trasversale, leggermente sagomata in modo da aderire perfettamente alla persona.
Le due estremità di tale accessorio scorrono in un passante a barilotto ricoperto da una reticella di seta azzurra; ciascuna di esse è munita di una nappa, dello stesso colore, della lunghezza complessiva di mm. 20 di cui 14 di frangia in cordoncino di seta.
Si indossa a tracolla dalla spalla destra (al di sotto del bavero) al fianco sinistro, sotto la controspallina e sotto il cinturone (con il passante a barilotto posto al di sopra del cinturone); con le uniformi invernali si indossa sotto il cappotto ed il soprabito facendo fuoriuscire interamente le nappe dall'apposita apertura praticata sono la pattina della tasca sinistra ovvero della tasca medesima.
Con ogni tipo di uniforme che preveda l'uso della fascia per decorazione nazionale o straniera e contemporaneamente l'uso della sciarpa azzurra quest'ultima deve essere portata sopra le altre. La lunghezza della sciarpa è tale che, portando il passante all'altezza dell'anca, la parte terminale delle frange arrivi a metà coscia.
Ferma restando la facoltà per ciascuna Forza Armata e Corpo Armato dello Stato, di definire uniformi per particolari caratteristici servizi, è in ogni caso vietato l'uso della sciarpa azzurra con uniformi che non siano ordinaria o di servizio e derivate di gala e grande uniforme da cerimonia.

### Sciabola
La sciabola per Ufficiali ha la lama dritta o leggermente ricurva (saetta di curvatura massima 25 mm).
L'impugnatura è di tipo ebano (avorio per gli Ufficiali Generali) con quattro scanalature nella parte interna per adattarvi le dita ed è rivestita esternamente da una cappetta di ferro nichelato.
La guardia, pure di ferro nichelato, è munita di tre branche, due delle quali oblique e ricurve, e di un incavo per il dito pollice; ha nella parte superiore un foro per assicurarvi la dragona.
Il fodero della sciabola è di ferro o di acciaio nichelato e ha un'apertura lunga 25–30 mm, con una molla doppia nell'interno per tener ferma la lama; è munito esternamente di due fascette con codetta, collocate l'una a circa 7 cm e l'altra a circa 15 cm dalla estremità superiore, a ciascuna delle quali è attaccato un anello scorrevole del diametro di 22 mm (campanella).
Il fodero è munito nella parte inferiore di una cresta lunga, dalla parte del taglio della lama, 8–10 cm e dalla parte opposta 4–5 cm. Le fascette, gli anelli e la cresta sono di ferro di acciaio nichelato come il fodero.
La sciabola deve essere di lunghezza proporzionata alla statura dell'Ufficiale.

### Dragona
La dragona è un accessorio ornamentale tipico delle sciabole dei militari, in special modo degli Ufficiali e dei Sottufficiali del ruolo Marescialli.

Per gli Ufficiali essa è costituita da un cordone del diametro di mm 6, da un passante scorrevole e da una nappa chiusa.
Il cordone è d'argento per gli Ufficiali generali; d'oro per gli Ufficiali superiori e primi Capitani; d'oro screziato d'azzurro per gli Ufficiali Inferiori. Il cordone, raddoppiato, misura cm 30 dal punto di attacco alla nappa al punto di piegatura.

Il passante è costituito da quattro avvolgimento dello stesso cordone, per consentirne lo scorrimento.

La nappa ha l'anima rigida e si compone del gambo vengono fissati i due capi del cordone.

Il gambo, lungo cm 4, è rivestito da un intreccio di sette fili metallici: d'argento per gli Ufficiali Generali; d'oro per tutti gli altri Ufficiali.

È sormontato all'estremità superiore da due giri di canutiglia elicoidale, argentata per gli Ufficiali Generali e dorata per gli altri Ufficiali, le quali sono sormontate da otto giri di canutiglia elicoidale.

È lunga cm 5 ed ha circonferenza, al centro, di cm 12.

Le frange sono: dieci per gli Ufficiali Generali, Ufficiali Superiori e primi Capitani, venti per gli Ufficiali Inferiori.

L'anima della nappa, nella parte inferiore non coperta dalle frange, è rivestita da canutiglia elicoidale disposta a spirale.

La dragona viene assicurata alla guardia della sciabola con un nodo scorsoio passante per l'apposito foro.

Per i Sottufficiali del Ruolo Marescialli, la dragona è costituita da un nastro addoppiato e da una nappa aperta: il nastro, lungo mm 18, è di seta turchina, recante al centro, intessuta, una fascia dorata larga mm 8; il nastro, dal punto di attacco alla nappa al punto di piegatura, misura cm 45.

La nappa è costituita da 85 frange di cordoncino ritorto di seta turchina poste all'interno e da 180 frange in canutiglia dorata, ricoprenti all'esterno quelle di seta.

Le frange sono lunghe cm 6 e sono tenute insieme da un gambo.

Il gambi si compone di tre parti: una semiovale, alta mm 15, ricoperta da un intreccio di canutiglia dorata, dalla quale fuoriescono le frange; un'altra, ad anello schiacciato, alta mm 7, dalla quale fuoriescono i due lembi del nastro, anche ricoperta da un intreccio di canutiglia dorata; una terza, che collega le due precedenti, alta mm 12, più schiacciata della seconda e ricoperta da un nastro di seta turchina.

### Copricapo
L'uso del copricapo, con le uniformi che lo prevedono, è obbligatorio per i servizi armati e al di fuori dei luoghi militari. Su autovetture e mezzi militari è data facoltà al conduttore (se isolato), capo macchina, capo colonna di non indossare e non far indossare il copricapo in relazione alle condizioni climatiche e ambientali del momento.

Nelle cerimonie o parate in cui è previsto lo sfilamento dei mezzi il personale trasportato indossa, comunque, il copricapo. Nei luoghi militari, per tutti i casi sopra non contemplati, il Comandante di Corpo dispone circa l'impiego del copricapo.

Il Copricapo base del Corpo militare volontario della Croce Rossa Italiana è fin dagli anni ottanta il basco. Con l'Uniforme Ordinaria, il basco viene sostituito dal classico berretto rigido in tessuto estivo ed invernale; di colore kaki per l'Uniforme Ordinaria e derivata e di colore nero per le Uniformi da Cerimonia. Con l'Uniforme Ordinaria e derivate gli Ufficiali, i Marescialli ed i Sergenti indossano il berretto rigido; ciò non avviene per i Graduati di truppa ed i militi, i quali indossano il basco anche con l'uniforme ordinaria. Accessorio del berretto è il nastro che guarnisce la parte cilindrica del copricapo, lavorata a fiorami per gli Ufficiali e millerighe per le altre categorie, sopra il quale è apposto il soggolo in pelle di colore marrone o di tessuto dorato, che contraddistingue il grado di ogni militare.

Apposto al copricapo, vi è il fregio del Corpo o della qualifica ricoperta, metallico di colore argento per il basco, dorato plastificato per il berretto rigido del ruolo Sergenti, dorato in tessuto per il berretto rigido del ruolo Marescialli ed Ufficiali Inferiori e Superiori; l'aquila argentata sottopannata di rosso, evidenzia la categoria degli Ufficiali Generali. 

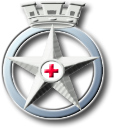
Fregio da basco, indossato dal personale di truppa e graduato di truppa del Corpo Militare CRI.

Fregio da berretto per Ufficiali Farmacisti

Con l'uso dell'Uniforme di Servizio e Combattimento, viene indossato un berrettino con visiera, in tessuto vegetato, senza l'apporto del fregio o esclusivamente per la versione di combattimento, viene indossato l'Elmetto completo di telino antiriflesso in tessuto vegetato.